# 方勺
方勺（1066年—？），字仁聲，北宋金華人。
元豐六年（1083年）入太學，受教於朱服，娶莫強中之女為妻。曾官管勾虔州常平。元祐五年，赴杭州應試，不第，遂無意仕途，寓居烏程泊宅村，自號泊宅翁。好結交，以衛生養性為事，曾前往蘇軾創立的“安樂坊”行醫。绍兴十一年（1141年）赴建康（今南京）拜訪葉夢得，並請求葉氏為其新書《雲茅漫錄》作序。卒年不詳。著有《雲茅漫錄》十卷，已佚。另著有《泊宅編》十卷，書中遺文軼事，摭拾甚多，附《青溪寇軌》一卷。